# Daniel Manzotti
El capitán Daniel Fernando Manzotti (19 de marzo de 1949-21 de mayo de 1982) fue un aviador militar argentino que se desempeñó durante la Guerra de las Malvinas, falleciendo en combate.

## Biografía
El capitán Manzotti nació en Mendoza el 19 de marzo de 1949. Su infancia se desenvolvió en la década de 1950 asistiendo a la Escuela Mariano Moreno, donde realizó sus estudios primarios. También asistió a la Parroquia de La Merced, cercana a su hogar en donde formó parte del grupo de niños exploradores.
Ingresó en 1970 en la Escuela de Aviación Militar, en Córdoba, de donde egresó como alférez en 1973.
En 1975, Manzotti fue destinado a la V Brigada Aérea en donde realizó un curso de adiestramiento con aviones Douglas A-4C, que habría de ser el tipo de avión que piloteaba cuando realizó su último vuelo.
En 1978 fue destinado a la IV Brigada Aérea, en su Mendoza natal. Continuó sus vuelos con el A-4C y fue instructor de aviones Morane-Saulnier MS-760; un avión de entrenamiento de cuatro plazas adaptado para fines bélicos, siendo diseñado originalmente, en Francia, como avión para tareas civiles.
Se casó con Marta Elena Krause y tuvo tres hijos: María Daniela, Marcos Javier y María Alejandra.

## Guerra de Malvinas
El 21 de mayo de 1982, tres A-4C Skyhawk, (capitán Eduardo Almoño, el primer teniente Manzotti y el alférez Guillermo Ángel Martínez), con indicativo Pato, despegaron de Puerto San Julián, Provincia de Santa Cruz. Por inconvenientes en el reabastecimiento en vuelo, debió regresar el alférez Martínez. No obstante esta sección recibió, como nuevos integrantes al teniente Néstor Edgardo López y al guía de la sección posterior, capitán Jorge Osvaldo García, que había despegado solo, pues a su numeral, el alférez Gerardo Guillermo Isaac, le había fallado el avión en la puesta en marcha. De esta forma, luego del reabastecimiento, esta escuadrilla quedó integrada de la siguiente manera: N.º 1: capitán Eduardo Almoño; N.º 2: teniente Néstor López, (C-309); N.º 3: capitán Jorge García; N.º 4: primer teniente Daniel Manzotti (C-325). Sobrevolaron la Gran Malvina y, próximos al poblado Chartres, fueron interceptados por una patrulla aérea de combate (PAC) de Sea Harrier, del HMS Hermes. Los A-4C debieron lanzar sus bombas y escapar, interceptados eficazmente por el radar de la fragata HMS Brilliant, que cumplía de Centro de Información y Control. Los Sea Harrier lanzaron sus misiles Sidewinder, que impactaron en los A-4C del primer teniente Manzotti y del teniente López; este último falleció instantáneamente.
Se pudo observar dos eyecciones, una fue la del primer teniente Manzotti y la otra, la de un piloto inglés que, durante el combate aéreo con Manzotti perdió el control de su aeronave y debió abandonarla instantes antes de que impactara contra el suelo. Por su parte, el piloto argentino eyectado murió debido, aparentemente, a la alta velocidad que tenía al salir de la cabina de su avión. Todo esto ocurrió al sur de puerto Christmas; su cuerpo apareció el 24 de mayo. Regresaron el PATO 1 y 3 y arribaron a San Julián, a las 14:30.

## Homenajes
Se bautizo una escuela secundaria con su nombre, en la ciudad de Mendoza, y varias calles en el conurbano bonaerense.
En cordoba capital se nombro una plaza con su nombre en barrio ameghino sur 